# Augment
Augment – w językoznawstwie występująca w odmianie czasownika dodatkowa samogłoska na początku wyrazu, zaznaczająca czasy przeszłe w niektórych językach indoeuropejskich, charakterystyczna m.in. dla greki klasycznej (występuje także w języku nowogreckim), sanskrytu oraz w pewnym zakresie języka ormiańskiego. 
W grece augment ma postać prefiksu ἐ-, w sanskrycie jest to a-. Np. grecki czasownik λέγω lego „mówię” w czasie imperfectum przybiera formę ἔλεγον elegon „mówiłem”. 